# Tranekærs slott
Tranekærs slott (danska: Tranekær Slot) är ett slott i byn Tranekær i Langelands kommun i Region Syddanmark i södra Danmark. Slottet ligger på ön Langeland, cirka 20 meter över havet..
Terrängen runt Tranekærs slott är mycket platt. Närmaste större samhälle är Svendborg, 17,8 km väster om Tranekær Slot.